# KATHO-RENO
VIVES-RENO is een departement van de VIVES-hogeschool, het vroegere Katholieke Hogeschool Zuid-West-Vlaanderen (kortweg "KATHO") dat is gevestigd in de Belgische stad Torhout. RENO staat voor Regentenschool - Normaalschool. De overige VIVES-departementen zijn ondergebracht in Roeselare, Tielt, Kortrijk, Oostende en Brugge. Deze campus gaat tegenwoordig door het leven als VIVES Campus Torhout. De naam RENO zal dus stilaan verdwijnen, maar in de volksmond wordt er nog steeds gepraat over 'de RENO'.
VIVES RENO biedt de opleidingen bachelor lager onderwijs en bachelor secundair onderwijs  aan. Terwijl in het midden van de jaren ’90 de fusieoperaties binnen het hoger onderwijs nog problematisch leken voor RENO, evolueerde het studentenaantal een tijdlang in stijgende lijn. Hierdoor drong een uitbreiding zich op. Begin 2005 werd op de campus Torhout een volledig nieuwe vleugel in gebruik genomen.
Op 1 december 2007 telde VIVES-RENO (toen nog KATHO) 923 studenten. Hiervan volgen er 502 de opleiding secundair onderwijs (255 studenten algemene vakken, 247 studenten lichamelijke opvoeding) en 265 de opleiding lager onderwijs. Bovendien zijn 156 studenten ingeschreven voor het ‘open avondregentaat’. De RENO is de enige ‘regentenschool’ in Vlaanderen die een geïntegreerde lerarenopleiding aanbiedt via een systeem van ‘blended learning’, waarbij afstandsonderwijs gecombineerd wordt met een beperkt aantal contactmomenten.
Dirk Devriendt is departementshoofd sinds 1996.
Sinds het academiejaar 2014-2015 is Noël Selis studiegebiedsdirecteur geworden voor de volledige VIVES-hogeschool. Dit beslaat dus de opleidingen in Torhout, Tielt en Brugge.

## De normaalschool

### De beginjaren

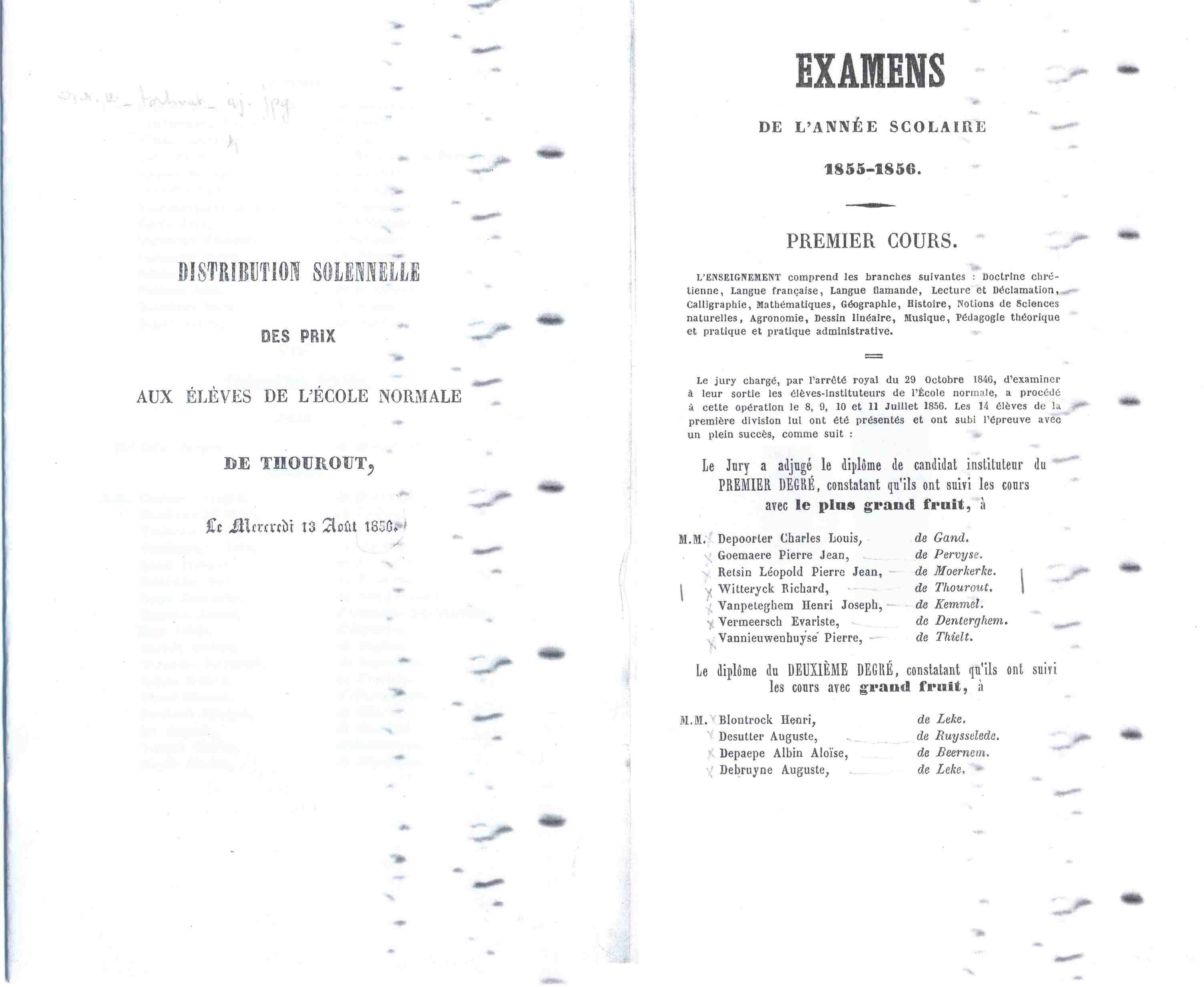
Examenuitslag Richard Witteryck

De normaalschool, die oorspronkelijk alleen voor jongens bestemd was, werd in 1838 opgericht als een van de eerste in België. Aanvankelijk ging het om een afdeling van het Klein Seminarie in Roeselare. Het was een principiële keuze om de toekomstige onderwijzers hun godsdienstige vorming en beroepsopleiding bij de priesters in spe te laten genieten. In 1842 werd de normaalschool onafhankelijk van het Klein Seminarie. Door de povere behuizing en het schrijnend gebrek aan financiën werd onder impuls van deken en kamerlid Wallaert in 1846 beslist de normaalschool over te brengen naar het ‘pensionaat’ in Torhout. Een jaar later werd de eerste Torhoutse lichting onderwijzers gediplomeerd. In totaal ging het om negen kandidaten. Het aantal kandidaat-onderwijzers bleef een tijdlang erg laag omwille van de ondervoeding van de West-Vlaamse bevolking, epidemieën, het feit dat het lager onderwijs toen nog niet verplicht was en het fenomeen kinderarbeid, dat in de 19de eeuw een exponentiële groei kende. In 1850 werd op de speelplaats voor het pensionaat het classicistische voorgebouw met twee verdiepingen en een uitkijktorentje opgetrokken. Het uitkijktorentje bood een zicht op de pas geopende spoorlijn Brugge-Kortrijk.

### Hervormingen
In 1914 werd in België de leerplicht ingevoerd tot 14 jaar. Tegelijk werd het onderwijs voor de meeste kinderen gratis. Als een rechtstreeks gevolg hiervan onderging de normaalschool in 1923, 1926 en in 1929 drie hervormingen. Tijdens de Eerste Wereldoorlog (1914-1918) vormden de Duitsers de normaalschool om tot ‘Kriegslazarett’. In 1915 besloot de bisschop om de normaalschool in Brugge te heropenen. Tijdens de Tweede Wereldoorlog vonden de lessen in de normaalschool plaats als gewoonlijk. Maar toen de bezetter jacht begon te maken op ‘werkplichtigen’ vertikte de school het om lijsten van afgestudeerden door te geven. In 1943 en 1944 werden veiligheidshalve geen palmaressen gedrukt en de directie leverde valse studiebewijzen af om bepaalde afgestudeerden te behoeden voor deportatie. Toch werd de Torhoutse normaalschool, net als het katholiek onderwijs in het algemeen, van collaboratie beschuldigd. Een aantal oud-studenten had zich aan het oostfront in de strijd geworpen, wat de indruk nog versterkte dat de normaalschool het Duitse regime genegen was geweest.
In 1962 verhuisde de normaalschool naar een gloednieuw gebouw bij de spoorweg. Het nieuwe gebouw was het eerste in een lange rij bouwprojecten, geleid door directeur Jozef Noterdaeme.

### Besparingen
Als besparingsmaatregel werd in september 1984 de opleidingsduur op drie jaar gebracht. Door het grote overschot aan onderwijzers, de verlenging van de opleiding en de ontradingscampagne die de verlenging vergezelde, verloor de opleiding een groot deel van zijn aantrekkingskracht. De vervrouwelijking van het beroep zette zich intussen razendsnel door. In juni 1988 waren nog slechts 20 procent van de afgestudeerde onderwijzers jonge mannen.

### Onderwijsleermiddelen

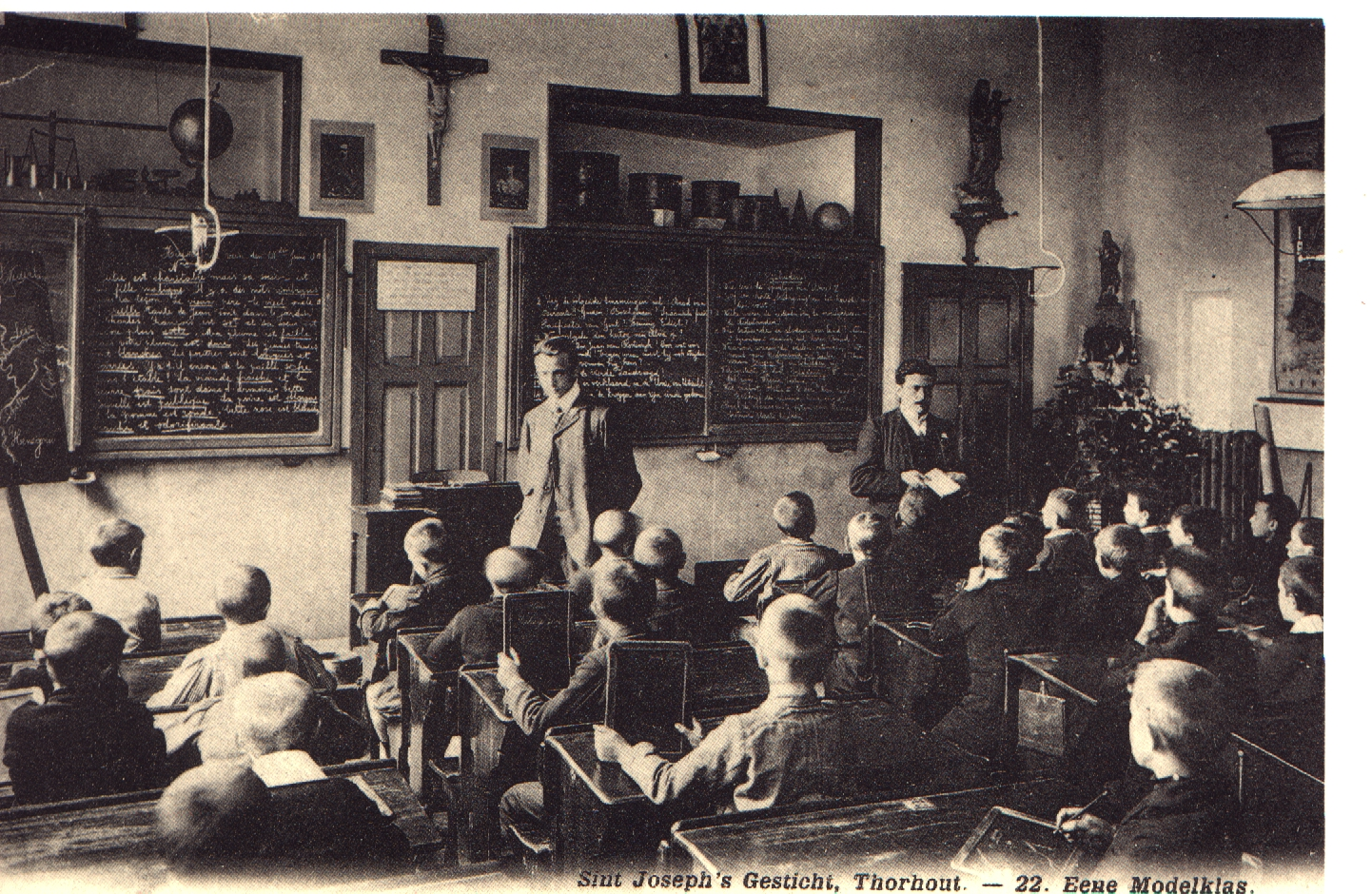
Een modelklas

In een tijd waarin kinderen veel gebruikmaken van audiovisuele hulpmiddelen, kan men nauwelijks voorstellen dat vroeger duizenden kinderen op school heel anders hebben leren kijken, denken en spreken. Zij deden dat voornamelijk door het bekijken van stilstaande beelden. De wandplaten ontstonden rond 1850, vele ervan werden honderd jaar later nog gebruikt. Voor godsdienst waren het afbeeldingen van heiligen, verduidelijkingen van religieuze plechtigheden, enz. Voor aardrijkskunde ging het over kaarten van België, Europa, Congo, enz. en voor de geschiedenisles waren er platen van Romeinen, Franken, de kruistochten, de Guldensporenslag,…
In een modelklas in het ‘Sint Joseph’s Gesticht Thorhout’ werden in 1911 de meest betalende leerlingen vooraan in de klas geplaatst. De jonge stagiair staat vooraan in het midden, de alziende klasonderwijzer rechts. Typisch waren de foto’s van het vorstenpaar, het madonnabeeld, het devotieprentje en bovenaan in het midden het kruisbeeld. Zij staan model voor de rangorde in de maatschappij: volk, gezag, instellingen, godsdienst. Als onderwijsleermiddelen waren er een kaart van West-Vlaanderen op een losstaand bord links, een glazen kast met inhoudsmaten en een wereldbol vooraan en een Franstalige kaart van Europa uiterst rechts.

## Het regentaat

### Doorbraak secundair onderwijs
Het Torhoutse regentaat werd opgericht in 1952, als een van de eerste regentatenscholen in Vlaanderen. De start van het regentaat in Torhout valt samen met de doorbraak van het secundair onderwijs én van de regentatenopleiding. Voor het eerste academiejaar in 1952-1953 waren in de regentenschool 76 studenten ingeschreven, waarvan er door de strenge eindbeoordeling slechts 19 slaagden.
De regenten lichamelijke opvoeding die in 1952 in Torhout opgeleid werden, waren de eersten in België. L.O. blijft tot op vandaag op belangstellenden rekenen. Het opleidingsonderdeel ruiterij, als specialisatie voor de studenten lichamelijke opvoeding, is uniek in Vlaanderen.

### Vakkenbevoegdheid
In de beginjaren was de bevoegdheid van de regent erg polyvalent. Zo kon een regent zonder probleem les geven in het lager onderwijs. Door de hervorming van 1957 verkreeg de regent zijn typische semi-polyvalente bevoegdheid voor drie vakken. Bij elke hervorming werd de vakkenbevoegdheid afgewogen. Er is een spanning blijven bestaan tussen een streven naar semi-polyvalentie enerzijds en deskundigheid anderzijds. In 1984 koos de toekomstige regent uit een beperkte lijst van stamvakken, aangevuld met twee keuzevakken. In 1996 kreeg de student een verruiming van keuzes, waarbij alle vakken naast elkaar werden geplaatst en de student zijn vakkenpakket kon samenstellen. In de jaren daarop, ontstond twijfel over de vakbekwaamheid van de leraar secundair onderwijs. De stelling als zou die vakbekwaamheid verzwakken, werd bevestigd door de beleidsevaluatie 2000-2002 van de overheid. Hier moet worden aan toegevoegd dat een aantal klachten achterhaald bleken.
Maar intussen blijft de discussie over de onderwijsvakken actueel. Minister van Onderwijs Frank Vandenbroucke heeft beslist om vanaf het academiejaar 2007-2008 de vakkenbevoegdheid terug te brengen van drie keuzevakken op twee. Met deze maatregel streeft minister Vandenbroucke naar een verdieping in de keuzevakken (met o.a. meer stage-uren) en bijgevolg een verhoging van de deskundigheid van de regenten. Bovendien hoopt de minister dat hierdoor meer aandacht kan worden geschonken aan taalvaardigheid en zorg. Sommige studenten reageren door een derde vak als bachelor na bachelor te volgen.

### Vervrouwelijking lerarenberoep
De jaren ’60 waren voor het regentaat geen ‘golden sixties’. Na 1962 daalde het studentenaantal in alle (jongens)regentaten. De school in Torhout telde in die tijd gemiddeld 120 studenten. Vanaf september 1961 waren er in de katholieke regentaten meer meisjesstudenten dan jongens. Dit was onder meer het gevolg van de beginnende vervrouwelijking van het lerarenberoep. Na de daling in de jaren ’60 kende het Torhoutse regentaat vanaf 1970 opnieuw een sterke stijging van het studentenaantal.

### RENO
Dé gebeurtenis voor de Torhoutse regentenschool was het samenbrengen van het regentaat en de normaalschool onder één dak. Hiermee was de RENO in 1970 een feit. In 1988 werd de band met het classicistisch voorgebouw van de vroegere normaalschool – die de ‘witte doos’ werd genoemd – doorgeknipt toen de directie en een deel van het secretariaat het gebouw als laatsten verlieten. Nu biedt het gebouw onderdak aan de middelbare school het Sint-Jozefsinstituut - College.
RENO mat zich van bij het prille begin een progressief imago aan. In 1981 deed Marijke Jonckheere als eerste vrouwelijke docente (lichamelijke opvoeding) haar intrede in de RENO. Vanaf ’83 werden de RENO-deuren ook opengesteld voor vrouwelijke studenten.

### Crisisjaren
Door de driejarige opleiding kwamen vanaf 1984 meer kansen vrij voor stage en uitdieping, maar tegelijk verminderde de aantrekkingskracht van het regentenambt. Een licentiaat aan een universiteit (de huidige ‘master’) hield amper één jaar extra studie in, en de honorering van een licentiaat lag heel wat hoger dan die van een regent. Hierdoor daalde het aantal studenten fors, maar door de gelijktijdige vervrouwelijking binnen de RENO was de daling minder uitgesproken dan elders.
De jaren ’90 werden de jaren van expansie én bedreiging. De toename van het aantal studenten leidde vanaf 1993 tot een nieuwbouw en verbouwingswerken. De nieuwe vleugel staat loodrecht op de oostelijke vleugel, in de richting van de spoorweg. Op de gelijkvloerse verdieping kwam een grote aula, op de eerste verdieping een grote bibliotheek. Maar na amper enkele jaren is het plaatsgebrek in de nieuwe bibliotheek opnieuw problematisch aan het worden, wat voor een bibliotheek - eigenaardig genoeg - een goede evolutie mag heten. Tegelijk werden 130 kamers omgebouwd tot moderne leslokalen.

### Onder KATHO-vleugels
Van 1991 tot 1995 was er ook de strijd voor het voortbestaan van het regentaat als opleiding. Vanaf 1990 stond het bestaansrecht van de regentatenopleiding voortdurend ter discussie. Een aantal topambtenaren en mensen uit universitaire kringen stuurden aan op een overheveling van het regentaat naar de universiteit of minstens een sterke beknotting van de bevoegdheden van de regent (tot de eerste graad). Vanaf 1992 kwam het behoud van de RENO-campus in gevaar door de keuze voor een beperkt aantal multisectorale hogescholen. Sinds september 1995 is RENO een KATHO-departement. In 1996 behaalde het regentaat een tussentijdse overwinning, want met het decreet op de lerarenopleidingen uit 1996 kon het zich handhaven. In 1996 besliste KATHO ook om het Tieltse regentaat naar Torhout over te hevelen. De inbedding in een grote campus met veel oefenscholen bleek een belangrijke troef.

### Nieuwbouw
Door het grote aantal studenten was er al gauw nood aan een nieuwe infrastructuur. In 2001 kocht de KATHO het RENO-gebouw en een lap grond van zo’n 8000 vierkante meter aan de noordelijke kant van het gebouw. Hierdoor kreeg de RENO een nieuw adres: Bruggestraat 23 werd Sint-Jozefstraat 1. De nieuwbouw kreeg een horizontale structuur met veel lichtinval. De hoofdingang vormt nu de verbinding tussen het oude en het nieuwe gebouw. De nieuwbouw bestaat uit twee delen die de sportaccommodatie met omnisporthal en dansruimte omvat en een aantal specialisatielokalen voor biologie, fysica, muziek, technologie en media. Op 15 november 2002 vond de eerstesteenlegging plaats, in 2005 werd het gebouw in gebruik genomen.

### Bekende studenten
- Gustaaf Sap, minister en voormalig hoogleraar aan de KU Leuven (1886-1940)